# Коэн, Эдди
Эдди (Эдвард) Коэн (ивр. אדי כהן‎; араб. إدوارد كوهين‎; род. 18 февраля 1972, Бейрут, Ливан) — израильский востоковед, журналист и старший сотрудник центра стратегических исследований Бегина-Садата при университете имени Бар-Илана.

## Биография
Эдди Коэн родился в 1972 году в Бейруте в богатой еврейской семье. В подростковом возрасте учился в христианских школах города, до тех пор пока антисемитские группы (в основном Хезболла) начали выступать против еврейской общины города и причинять ей вред, так они похитили и убили его отца. Коэн и его семья были вынуждены эмигрировать из Ливана в Израиль в 1995 году. В настоящее время проживает в городе Раанана.
Он имеет степень бакалавра в области политологии, степень магистра и докторскую степень в истории Ближнего Востока, все из университета имени Бар-Илана. Он также проводил постдокторские исследования в Институте исследований подполья имени Менахема Бегина при университете имени Бар-Илана. Коэн говорит на иврите, арабском и французском языках на уровне родного, а также на английском и испанском языках на высоком уровне.

## Взгляды
Взгляды Коэна отождествляются с правыми в Израиле. 4 октября 2020 года объявил о своей кандидатуре в Кнессет от партии «Ликуд».
В августе 2017 г. выразил поддержку независимости Иракского Курдистана.
Он специализируется на арабо-израильских отношениях и арабо-израильском конфликте, терроризме и еврейских общинах в арабском мире. Коэн написал книгу «Холокост в глазах Махмуда Аббаса», которая разбирается с отрицанием Холокоста у лидера Палестинской автономии. Коэн также является председателем «Форума доориентализма и информации», который работает над информированием Государства Израиль в арабском мире.
Коэн часто появляется на основных каналах арабского мира, таких как Аль-Джазира, BBC на арабском языке и Аль-Арабия, также он вместе с Авихаем Адрей, Мордехай Кейдар и другими работает над разъяснением арабской аудитории Государства Израиль на арабском языке.

## Книги
- «Холокост в глазах Махмуда Аббаса» (ивр. השואה בעיני מחמוד עבאס‎) — книга проводит разбор докторской диссертации Махмуда Аббаса о связях между нацизмом и сионизмом.
- «Муфтий и евреи» (ивр. המופתי והיהודים‎) — книга об антиеврейской деятельности Хаджа Амина аль-Хусейни и его сотрудничестве с нацистами.